# En flames (llibre)
En Flames (títol original en anglès: Catching Fire), és el segon llibre de la Trilogia dels Jocs de la Fam, escrita per l'autora estatunidenca Suzanne Collins. Als Estats Units va sortir a la venda el 2009, l'edició catalana és de 2010.
Continua amb la història de la Katniss Everdeen, i el país fictici i futurista de Panem, una futura Àmerica destruïda i dividida en 12 districtes, manats pel Capitoli. El final problemàtic de l'edició anterior dels jocs de la Fam ha iniciat una rebel·lió, però, la Katniss i en Peeta es veuen obligats a retornar a l'arena amb motiu del 75è aniversari dels Jocs de la Fam.
El llibre va sortir a la venda l'1 de setembre 2009, i es va publicar més endavant en llibre electrònic i en format d'audiollibre. Els temes principals inclouen la supervivència, el control del govern, la rebel·lió i la interdependència enfront de la independència. En flames ha rebut crítiques positives. Ha estat elogiada per la prosa, pel final, i com Katniss es va fent més sofisticada. El tercer llibre de la sèrie, L'ocell de la revolta, va sortir a la venda el 24 d'agost de 2010. Ha venut més de 19 milions de còpies només als Estats Units.

## Sinopsi

### Escenari
En flames  té lloc en un país fictici anomenat Panem, que es troba en el que va ser Amèrica del Nord. El Capitoli, la principal ciutat i seu del govern, es troba en algun lloc de les muntanyes Rocoses. El districte 12, d'on és Katniss, es troba a la regió rica en carbó Apalatxes. Hi ha un total de 12 districtes, però hi va haver una vegada un 13, que va ser destruït en una rebel·lió contra el Capitoli. Els Jocs de la Fam es duen a terme anualment en un escenari especialment construït per a l'esdeveniment en un lloc no identificat.

### Trama
Contra tot pronòstic, Katniss Everdeen ha guanyat els Jocs de la Fam anuals juntament amb l'altre tribut del seu districte, Peeta Mellark. Però va ser una victòria aconseguida mitjançant el desafiament al Capitoli i les seves cruels regles. Katniss i Peeta haurien d'estar contents. Després de tot, acaben d'aconseguir per a ells i les seves famílies una vida de seguretat i abundància. Però hi ha rumors de rebel·lió, i Katniss i Peeta, per al seu horror, són la cara d'aquesta rebel·lió. El Capitoli està furiós i vol venjança.
Durant el "Tour de la Victòria", són testimonis que els districtes comencen a rebel·lar-se. El Districte 8 es defensa dels agents de la pau, així com el 11, en el qual s'inicia una revolta després que Katniss recordi a Rue i a Thresh, els tributs del Districte 11 assassinats en els anteriors jocs. El Capitoli augmenta la seguretat en tots els districtes, electrificant la tanca de la Costura, canviant al nou cap de pau al Districte 12 per algú molt més cruel i sanguinari. Gale és trobat venent el gall dindi que havia caçat i és torturat en públic, sent assotat a la plaça. Darius, un agent de pau que sempre ha viscut a la Costura, intenta aturar al nou agent però aquest li dona un cop.
Passen els dies i l'antic cap i Darius desapareixen del Districte 12. Mentre, Katniss es troba amb dues dones, Bonnie i Twill, que han aconseguit fugir del Districte 8 que estava en guerra contra el Capitoli, i que estan convençudes que el districte 13 encara existeix, i que està habitat per rebels. Katniss informa d'això a Haymitch Abernathy, però aquest li diu que no és més que una llegenda. Mentrestant, els nous Jocs, on aquest any Katniss serà la mentora, anuncien que seran especials, ja que celebren el Vassallatge dels 25 (ja que cada 25 anys fan uns Jocs especials). I aquest any els tributs que jugaran a l'arena seran antics vencedors. Llavors Katniss sap que ella ha de tornar als Jocs, perquè és l'única vencedora del Districte 12. L'home elegit és Haymitch, però Peeta es presenta voluntari.
En tornar al Capitoli com a tribut de nou, els seus estilistes estan molt trists, perquè sentien afecte per ella. Un cop allà Katniss descobreix que Darius ha estat convertit en un avox (un esclau a qui la llengua ha estat tallada). Durant el segment d'entrevistes, Peeta menteix dient que Katniss està embarassada i com els antics plans de casament havien quedat enrere pel fet que tots dos han de tornar a l'arena, ells en una cerimònia fictícia en el Districte 12, amb pa i estant als 2 presents es van casar.
Cinna li prepara els vestits però el president del Capitoli vol que vagi amb el vestit de núvia, així que aquest li fa uns retocs. Durant l'entrevista, el vestit s'encén i deixa veure un altre vestit sota, de plomes negres i ales blanques, com l'ocell de la revolta. Aquest ara és el símbol de la revolució i a Cinna, mentre Katniss entra a la plataforma per entrar als Jocs, és colpejat per agents de la pau i mor.
Durant els jocs, que aquesta vegada són a una illa on succeeixen coses estranyes i té forma de rellotge, en què depenent de la zona i de l'hora, succeeixen catàstrofes o perills diferents, des de boira verinosa, fins a uns ocells que imiten les veus de seus éssers estimats ('xerraires'), passant per onades gegants i bèsties sanguinàries.
A l'arena, Peeta i Katniss fan aliances amb altres tributs com Finnick Odair, Johanna Mason, Beetee, Wiress i Mags amb ells aconsegueixen sobreviure a la perillosa arena on se celebren els Jocs d'enguany. Amb ells descobreixen que a la platja és el lloc més segur on estar i allà es queden.
Katniss surt malferida, ja que Johanna li fa una ferida amb un ganivet per desactivar el seu rastrejador. Llavors s'assabenta que hi havia un pla per fugir de l'arena i acabar amb el camp de força que envolta l'arena i així poder escapar, al final aconsegueixen fer-ho i el camp de força desapareix i permet l'entrada d'un aerolliscador que rescata Beetee, Katniss i Finnick, però abans d'arribar a Peeta i Johana ells són segrestats pel Capitoli i decideixen fugir d'allà abans que sigui tard. El llibre acaba quan Haymitch li diu a Katniss que aquesta està fora de perill i que es dirigeixen al Districte 13 per organitzar la guerra contra el Capitoli i que no van poder fer res per evitar que segrestin Peeta, en sentir això últim Katniss esclata en ira i dolor, ataca Haymitch perquè se sent traïda, ja que el li havia promès salvar Peeta a tot preu, la seden i Gale li diu que ja no existeix el Districte 12, que ha estat bombardejat i destruït.

## Personatges

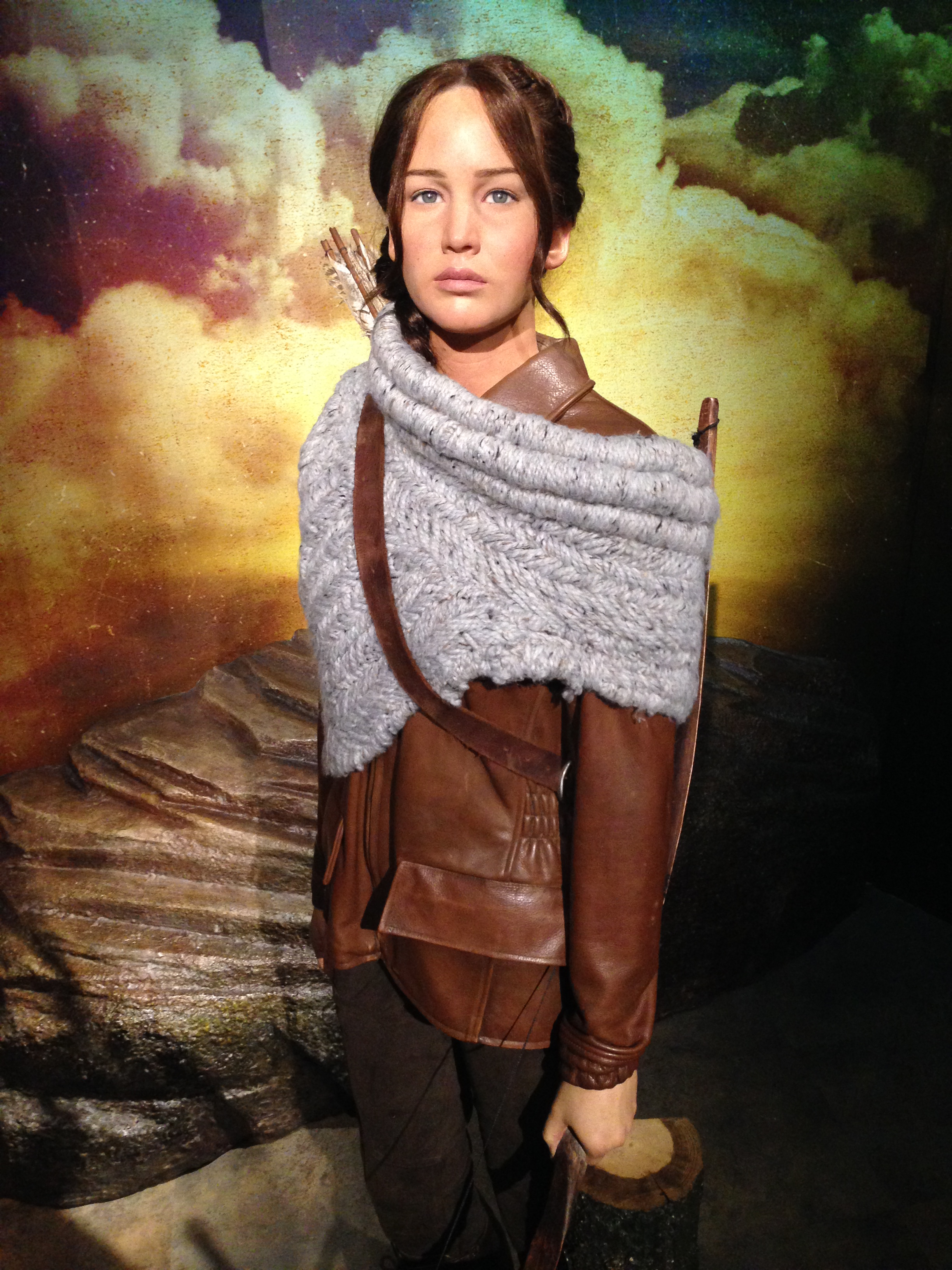
Jennifer Lawrence caracteritzada de Katniss Everdeen

- Katniss Everdeen: Katniss és la protagonista, després de guanyar els "Setanta-quatrens Jocs de la Fam". Es va convertir en vencedora, i a partir de llavors, cada any aniria als jocs com a mentora. El capitoli li posa una dura prova on sola no podrà sobreviure i haurà de buscar aliats que l'ajudin a seguir amb vida al tercer vassallatge dels 25. Ja que competirà amb tributs vencedors d'altres edicions dels jocs, tot serà diferent perquè és un vassallatge, el capitoli no ha estalviat en despeses, un nou centre d'entrenament, habitacions i, per descomptat, una arena molt especial, però aquest any s'enfrontaran a altres vencedors, els favorits del capitoli, audaços, astuts, hàbils i tots es coneixen, Katniss i Peeta són els de fora. Tenint com a aliats a Finnick Odair i Mags (Districte 4), Johana Mason (districte 7), Beetee i Wiress (Districte 3).

- Peeta Mellark: El tribut home del Districte 12, que ha estat secretament enamorat de Katniss des que eren nens. El seu amor per ella és evident en tota la sèrie. És fill del forner del Districte 12. És ros, d'ulls blaus i de gran compostura. En acabar el llibre en flames és "segrestat" pel Capitoli i li renten el cervell, modificant-li seus records més que res amb Katniss.

- Gale Hawthorne: El millor amic de Katniss i el seu company de caça. Gale està totalment dedicat a Katniss, i poques vegades creua les fronteres per una relació romàntica en tota la sèrie, excepte les parts en què li fa un petó a Katniss (passa un parell de vegades en el segon llibre i algunes més en el tercer). Ell és dos anys més gran que ella, i va perdre al seu pare en la mateixa explosió de la mina que va matar el pare de Katniss. És alt i fort, d'aspecte semblant al de Katniss pel que arriben a pensar que són cosins.

- Haymitch Abernathy: El mentor i amic de Katniss i Peeta en els jocs. Ell va resultar guanyador del segon Vassallatge dels 25, era l'únic vencedor viu del Districte 12 abans que Katniss i Peeta guanyessin Els jocs de la fam 74º. Cal destacar que en el segon Vassallatge dels 25, van haver d'enviar el doble de tributs (2 femenins i 2 masculins per districte). Després de guanyar, el capitoli va ordenar matar la seva mare, el seu germà menor i a la seva novia, doncs van creure que la forma en què va guanyar no va ser del tot neta, ja que Haymitch va descobrir una arma del capitoli per usar-la a favor seu, un camp de força. Sempre dorm amb un ganivet a la mà. Durant la destrucció del Districte 12, reapareix durant la filmació dels propos de Katniss.

- Coriolà Snow: L'antagonista principal de la sèrie, el president Snow és el cap del Capitoli i de tots els districtes de Panem. Provocat pels dos tributs que sobreviuen en Els Jocs de la Fam, obliga a Peeta i Katniss a demostrar que la raó darrere de tot això era que estaven bojament enamorats.

## Publicació del llibre
En flames s'havia de publicar per primer cop el 8 de setembre de 2009 amb una versió de tapa dura preliminar, però es va avançar a l'1 de setembre del 2009 com a resposta a les peticions dels minoristes per moure la publicació abans del Labor Day i el començament de les classe per a molts lectors. També es va publicar en format audiollibre el mateix dia. Va tenir versions preliminars de lectura a BookExpo America a Nova York, i es van enviar a algunes llibreries, i es van oferir com a premi al concurs "How Would You Survive" del maig de 2009. També se'n va publicar una versió en llibre digital el 3 de juny de 2010. En flames va tenir una tirada inicial de 350.000 exemplars. A febrer de 2010, el llibre havia venut 750.000 còpies.

## Temes
Entre els temes principals de la novel·la hi ha la supervivència, el sacrifici i la interdependència enfront de la independència. Com Margo Dill assenyala: "En el segon llibre d'Els jocs de la fam, Katniss i Peeta són definitivament més interdependents. Tots dos s'estan ajudant un a l'altre per sobreviure. Ells volen que l'altre sobrevisqui més que sobreviure ells mateixos". El lector passa a comentar com aquest fet augmenta les possibilitats que cada personatge mori.
El control governamental és un altre tema important al llarg del llibre i la sèrie. Després de dominar la rebel·lió en primer lloc, el Capitoli estableix les regles per tal de restringir i controlar la vida dels ciutadans. Els exemples inclouen, "Els 75s Jocs de la Fam" que té noves normes que fan que Katniss i Peeta estiguin en perill una vegada més. S'estableixen més per sotmetre per la força els districtes i sufocar qualsevol esperança que els ciutadans tinguessin després dels últims Jocs de la Fam. Altres temes al llibre inclouen la moral, l'obediència, el sacrifici, la redempció, l'amor i la llei.

## Recepció
En flames va rebre sobretot crítiques positives. Publishers Weekly va escriure: "Si aquest segon llibre passa massa temps per recapitular els fets del primer llibre, no decep quan omple els lectors d'escenes d'acció i d'alta tensió, que els lectors esperaven". Booklist va comentar que: "sense adorns en prosa ofereix una finestra oberta a l'estimulació perfecta i la construcció del món electritzant". Una anàlisi de The New York Times també va donar una crítica positiva: "l'escriptora, Collins ha fet una cosa rara. Ha escrit una seqüela que millora el primer llibre. Com a lector, em vaig sentir emocionat i fins amb esperança: pot ser que la sèrie es desenvolupi més?" i també va elogiar com Katniss es va tornar més sofisticada en el llibre. The Plain Dealer va escriure: "l'última frase d'En flames deixarà els lectors estupefactes i esperant amb candeletes la tercera part".
No obstant això, no totes les crítiques eren positives. La mateixa revisió de The Plain Dealer es va molestar per la forma en que, "després de 150 pàgines de trama romàntica, dubtava si continuar". Una crítica de la revista Entertainment Weekly va dir que el llibre era més fluix que el primer i va escriure: "Katniss fingeix amb el seu caràcter dolç que està enamorada del seu company d'equip en els Jocs, Peeta Mellark, però secretament sospira per Gale, un amic de la infància. Per què? Hi ha poca diferència entre els dos nois, fets finament imaginaris, a part del fet que Peeta té un nom estrany. Collins no evoca res de l'energia eròtica com ho fa a Crepuscle, per exemple, pel que és també atractiva".
A més, la revista Time va nomenar En flames el millor quart llibre de ficció de 2009, mentre que la revista People el va qualificar com el millor llibre del 2009. També va guanyar el premi a millor llibre de Publishers Weekly del 2009.

## Adaptació
Lionsgate va estrenar l'adaptació cinematogràfica d'En flames el 22 de novembre de 2013, com una seqüela de l'adaptació cinematogràfica de Els jocs de la fam (estrenada el 23 de març de 2012).